# Inwil
Inwil es una comuna suiza del cantón de Lucerna, situada en el distrito de Hochdorf. Limita al norte con las comunas de Ballwil, Sins (AG) y Dietwil (AG), al este con Honau y Gisikon, al sur con Root y Buchrain, y al oeste con Eschenbach.

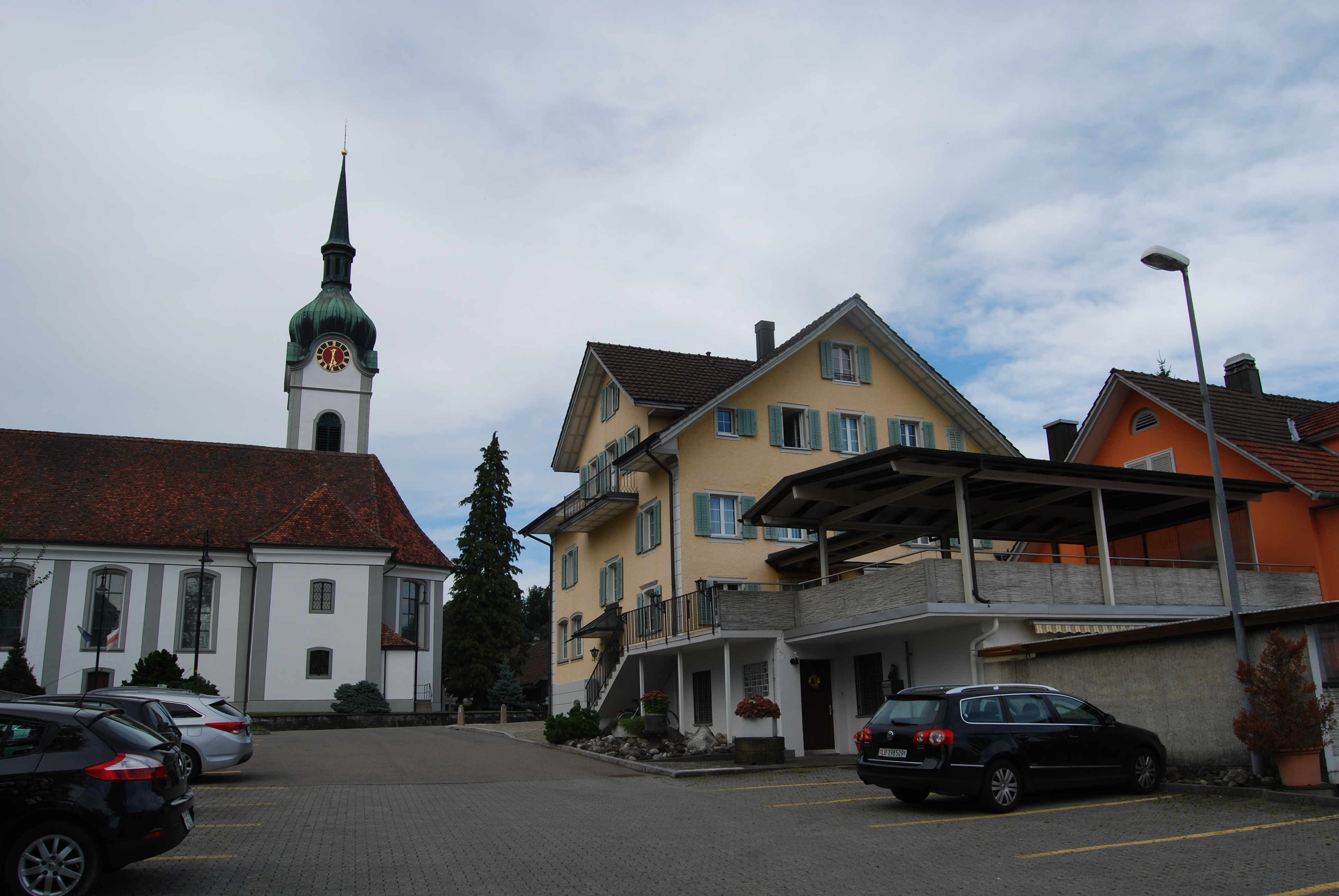
Inwil